# Bata Park (Möhlin)

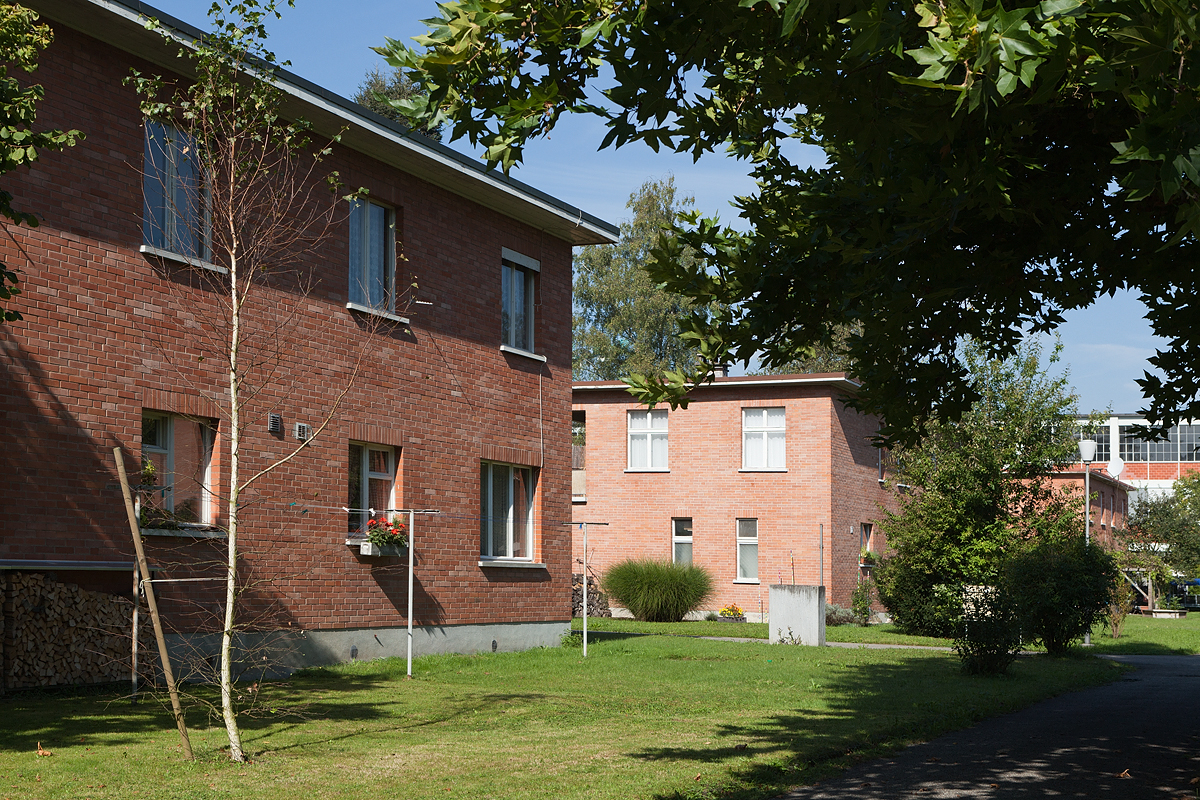
Häuser des Bata-Parks

Der Bata-Park (das Areal wird ursprünglich auch Bata-Kolonie genannt) ist ein unter Denkmalschutz stehendes Industriegelände aus den 1930er Jahren in Möhlin, Kanton Aargau.
Wie an anderen Orten auf der Welt hat Tomáš Baťa, Begründer des Baťa-Schuhkonzerns, eine Schuhproduktionsanlage mit integriertem Wohndorf geplant und gebaut.

## Entstehung
In den Jahren 1919/20 hatte Tomáš Baťa auf einer USA-Reise gemeinsam mit seinem Halbbruder Jan Antonín Baťa die River Rouge Plant von Ford in Detroit kennengelernt. Er übernahm die Idee des Taylorismus und wandte sie an für seine in den Absatzmärkten liegenden Schuhfabriken. Im gleichen Areal sollten seine Angestellten arbeiten und wohnen. So entstanden nach und nach kleine Dörfer mit Arbeitsplätzen, Wohnhäusern, Schulen und weitere soziale Einrichtungen. Dieses Modell des Baťadorfes oder des Baťaparks wurde zuerst in Tschechien und der Slowakei, dann in den Niederlanden, in Grossbritannien, in Kanada, Frankreich, in Kroatien (Vukovar), und Indien und am Schluss von ihm in Möhlin umgesetzt.
Auf dem Weg zur Eröffnungsfeier am 12. Juli 1932 in Möhlin, stürzte sein Flugzeug kurz nach dem Start ab. Tomáš Baťa fand dabei den Tod. Bis 1990 wurden im Bata-Park in Möhlin Schuhe produziert, zeitweise waren bis zu 700 Angestellte für den Batakonzern in Möhlin tätig. Das Areal wurde 2001 verkauft und andere Unternehmen siedelten sich auf dem Areal an.
Das Bata-Areal ist im Schweizerischen Inventar der Kulturgüter von nationaler Bedeutung (KGS), Ausgabe 2021 aufgeführt.
Nun will ein Konsortium die alte Anlage neu beleben und erneuern, der Mix aus Wohnen und Arbeiten soll aufrechterhalten bleiben.
Koordinaten: 47° 34′ 34,1″ N, 7° 50′ 37,8″ O; CH1903: 630488 / 269572